# Two
Two – drugi album studyjny zespołu The Calling, wydany 8 czerwca 2004 roku.

## Lista utworów
1. "One By One" - 05:08
2. "Our Lives" - 03:56
3. "Things Will Go My Way" - 04:00
4. "Chasing The Sun" - 03:44
5. "Believing" - 03:51
6. "Anything" - 04:05
7. "If Only" - 04:42
8. "Somebody Out There" - 04:07
9. "Surrender" - 05:23
10. "Dreaming In Red" - 04:51
11. "Your Hope" - 05:24